# Home (singel Edward Sharpe and the Magnetic Zeros)
Home – singel napisany i nagrany przez amerykańską grupę muzyczną Edward Sharpe and the Magnetic Zeros. Został wydany w styczniu 2010 roku jako drugi singiel z albumu Up from Below. Piosenka znalazła się na 73. miejscu listy 100 najgorętszych piosenek ostatnich 20 lat, australijskiej stacji radiowej Triple J.

## Piosenka
Piosenka jest duetem między Alexem Ebertem i Jade Castrinos. Charakteryzuje się wyraźnym użyciem gwizdania. Inne instrumenty to gitara, fortepian i trąbka.

## Teledysk
Teledysk do piosenki zawiera wybór klipów zespołu podczas trasy koncertowej w Australii. Został nakręcony przez Ryana Galla.
Teledysk do piosenki liczy ponad 100 milionów odsłon w serwisie YouTube.

## Wykorzystanie w mediach
- „Home” po raz pierwszy pojawił się w odcinku „Debata 109” z pierwszego sezonu społeczności komediowej NBC, który został wyemitowany 12 listopada 2009 r., Zanim piosenka została wydana jako singiel w styczniu 2010 r.[2]
- „Home” pojawił się w reklamach stowarzyszenia Blue Cross Blue Shield Association w Stanach Zjednoczonych w 2011 r., IKEA w Holandii w 2011 r., oraz Peugeota w Wielkiej Brytanii i we Francji w 2014 r.    Piosenka występuje w filmie z 2012 roku What to Expect When You're Expecting[8].
- Piosenka została wykorzystana w odcinku 6 sezonu Glee zatytułowanym „Homecoming”[9].
- Kwartet smyczkowy utworu w wykonaniu Vitamin String Quartet znalazł się na finale V sezonu Modern Family pt. „The Wedding”.
- Piosenka została wykorzystana w filmie Stuck in Love.
- Piosenka pojawiła się w finale pierwszego sezonu Raising Hope, zatytułowanej „Don't Vote for This Episode”.
- Piosenka została również wykorzystana w Gossip Girl, sezon 3, odcinek 6.
- Piosenka jest odtwarzana podczas napisów końcowych do Jesus Henry Christ.
- Piosenka pojawia się w reklamie świątecznej Comcast z 2016 roku (Xfinity).
- Piosenka została również wykorzystana w kilku odcinkach programu telewizyjnego Canal 13 De Alaska a Patagonia.
- Zgodnie z playlistą Spotify „Viral Hits”, wraz z coverem Edith Whiskers, pod koniec listopada 2020 roku piosenka zaczęła zyskiwać popularność w serwisie TikTok.
- Piosenka została wykorzystana w filmie A Perfect Pairing z 2022 r., gdzie oprócz oryginalnego odtworzenia pojawiła się ogniskowa wersja w wykonaniu Victorii Justice.